# Saint-Étienne-de-Lisse
Saint-Étienne-de-Lisse è un piccolo comune francese di 291 abitanti situato nel dipartimento della Gironda nella regione della Nuova Aquitania.

## Società

### Evoluzione demografica
Abitanti censiti